# Mansle
Mansle is een plaats en voormalige gemeente in het Franse departement Charente in de regio Nouvelle-Aquitaine. De plaats maakt deel uit van het arrondissement Confolens. Mansle telde op 1 januari 2019 1.692 inwoners.

## Geschiedenis
De gemeente is op 1 januari 2023 gefuseerd met de gemeente Fontclaireau tot de commune nouvelle Mansle-les-Fontaines.

## Geografie
De oppervlakte van Mansle bedroeg op 1 januari 2019 5,75 vierkante kilometer; de bevolkingsdichtheid was toen 294,3 inwoners per km².
De onderstaande kaart toont de ligging van Mansle met de belangrijkste infrastructuur en aangrenzende gemeenten.

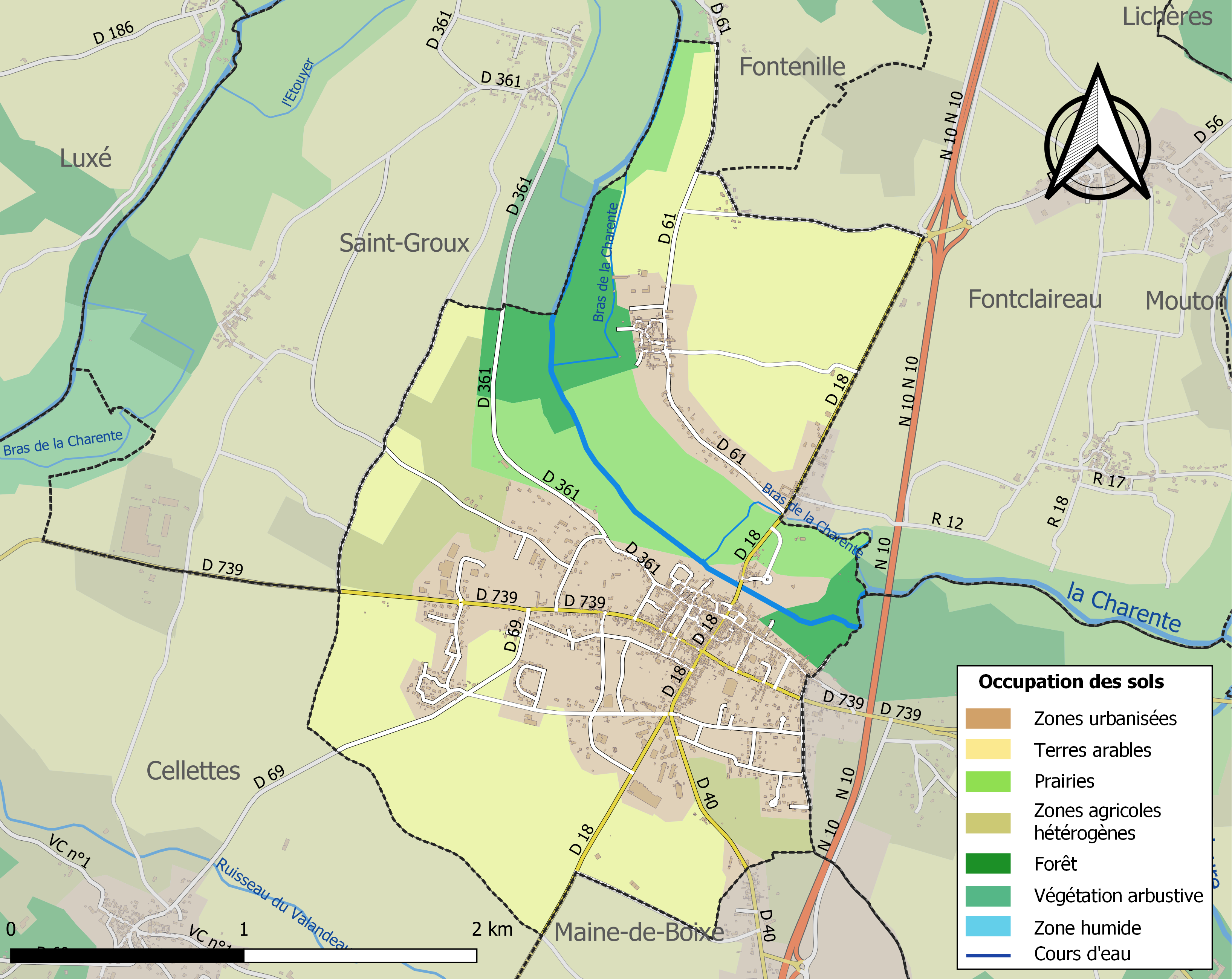

## Demografie
Onderstaande figuur toont het verloop van het inwonertal.